# Busby (Montana)
Busby es un lugar designado por el censo ubicado en el condado de Big Horn en el estado estadounidense de Montana. En el Censo de 2010 tenía una población de 745 habitantes y una densidad poblacional de 19,95 personas por km².

## Geografía
Busby se encuentra ubicado en las coordenadas 45°31′32″N 106°58′42″O / 45.52556, -106.97833. Según la Oficina del Censo de los Estados Unidos, Busby tiene una superficie total de 37.34 km², de la cual 37.2 km² corresponden a tierra firme y (0.37%) 0.14 km² es agua.

## Demografía
Según el censo de 2010, había 745 personas residiendo en Busby. La densidad de población era de 19,95 hab./km². De los 745 habitantes, Busby estaba compuesto por el 5.77% blancos, el 0.13% eran afroamericanos, el 92.62% eran amerindios, el 0% eran asiáticos, el 0% eran isleños del Pacífico, el 0.27% eran de otras razas y el 1.21% pertenecían a dos o más razas. Del total de la población el 4.03% eran hispanos o latinos de cualquier raza.

## Localidades adyacentes
El siguiente diagrama muestra  las localidades más próximas a Busby.